# 中院通為
中院通為（1518年1月5日—1565年9月26日），是安土桃山時代時期的公卿、村上源氏久我家支流的中院家當主。

## 生涯
中院通為在永正十四年（1518年）出生，初名通右和通量，是父母中院通胤及姉小路氏（姉小路濟繼之女）的長子。大永元年（1521年）敘從五位下，歷任侍從、右近衛少將與左近衛中將，在天文三年（1534年）昇敘從四位上參議，位列公卿。
他曾在天文十一年（1542年）擔任權中納言，並兼任侍從，後來於弘治二年（1556年）授正二位權大納言；永祿二年（1559年）因下調至加賀而居於額田莊桑原（加賀市桑原町）。
永祿八年（1565年）死前授予內大臣（存疑，《公卿補任》作逝世第二天追認内大臣宣下；《異本公卿補任》作追贈內大臣），同日逝世，享年47歲。
| 王位覬覦者      | 王位覬覦者                              | 王位覬覦者                           |
| --------------- | --------------------------------------- | ------------------------------------ |
| 前任： 中院通胤 | 中院家當主 1530年8月27日－1565年9月26日 | 繼任： 中院通勝                      |
| 官衔            |                                         |                                      |
| 前任： 廣橋兼秀 | 內大臣 1565年9月26日 （存疑）           | 空缺下一位持有相同頭銜者：勸修寺尹豐 |